# غلامرضا کبیری
غلامرضا کبیری (۱۲۹۸ – ۱۳۸۹) شاعر، ادیب و از چهره‌های ماندگار ایرانی است.

## زندگی
او از معتبرترین و شناخته شده‌ترین ادبای معاصر مازندران بود که اشراف کاملی به فرهنگ فولکلور مازندران داشت. در جوانی به نوازندگی ویولن مسلط بود و اشراف کامل به دستگاه‌های موسیقی ایرانی داشت که در خلق ترانه‌های ماندگار او نمایان است. در نگاهی جزیی نگرانه تر باید گفت: «غلامرضا کبیری، شاعر، پژوهشگر، نمایشنامه نویس، تصنیف ساز و رئیس انجمن ادبی مازندران، متخلص به "سحر" فرزند محمدتقی مشهور به حاجی آقا در سال ۱۲۹۸ ش در شهرستان ساری متولد شد و تحصیلات ابتدایی را تا سطح دیپلم ادبی در زادگاهش ادامه داد، سپس کارمند ادارهٔ کل فرهنگ (آموزش و پرورش) مازندران شد و پس از سی سال خدمت، بازنشسته گردید. کبیری هم به فارسی و هم به گویش طبری شعر می‌سراید؛ ولی از پیشگامان شعر بومی امروز مازندران است و اشعارش از انسجام و شیوایی برخوردار است به ویژه دو شعر بلند "کوچ" و "مازیار" او در بین مردم مازندران بسیار مشهور است. کبیری مدتی با همکاری محمود بهروزی، شاعر، روزنامهٔ "کنار دریا" را منتشر می‌کرد و در آن اشعاری با امضای "سحر" و " دریاً انتشار می‌داد. این ادیب مازندرانی به ردیف‌های موسیقی ایران اشنایی دارد و ترانه‌های محلی و سرودهای زیبای او از صدا و سیمای استانی و کشوری پخش می‌شود. کتاب «تلاونگ تی تی‌ها، شکوفه‌های سحر» (مجموعه شعر فارسی و طبری) و " زمزمه‌هایی از شهر بی خزان من ساری"، تاریخچهٔ ترانه سرایی و نمایش در مازندران وی به چاپ رسید».
کبیری به قلم خودش:
او خود در مورد زندگی اش نوشت: «نامم غلامرضا، شهرت کبیری، کارمند بازنشستهٔ آموزش و پرورش مازندران در ساری هستم. بیش از نیم قرن است که با قافله شعرا و نویسندگان، همراهم و بیش از چهل و پنج سال است که بر شاخسار پر طراوت شعر بومی مازندران، زمزمه می‌کنم. کار هنری و ادبی را با نوشتن نمایش نامه و سرودن شعرهای آهنگینی که در نمایش‌های فرهنگی به نام "پیش پرده" اجرا می‌شد، از سال ۱۳۱۸ یا ۱۳۱۹ آغاز کردم. نخستین شعر به گویش بومی مازندران را در سال ۲۳ یا ۲۴ سرودم که جنبه انتقادی داشت و آهنگین بود. این شعر در مجمع عمومی ای خوانده شد و بسیار مورد پسند قرار گرفت. ابراز علاقه و شور و شوق مازندارنی‌ها مرا بر آن داشت که سرایش شعر به مازندرانی را به صورت جدی دنبال کنم و همراه با شعر فارسی و نوشتن مقاله که بیش تر در روزنامه‌های محلی و مدتی در مجله "امید ایران" چاپ می‌شد، به سرایش اشعار بومی نیز بپردازم. نخستین غزلی را که به زبان مازندرانی سرودم و شاید تا آن زمان، به این سبک و سیاقِ سردوه نشده بود، "ریکاً نام داشت که در سال نامهٔ فرهنگ مازندران چاپ شد و مورد استقبال همگانی قرار گرفت. زمان سرایش این شعر به سال ۱۳۴۰ بود… در طول این سال‌ها، سرایش شعر بومی مازندران را در قالب‌های دوبیتی، مثنوی، غزل، قصیده، شعر بلند، همچنین تصنیف و ترانه ادامه دادم که بعضی از آن‌ها مثل" کوچ"، "قصه زندگی"، "حماسهٔ مازیار"، "توبه" و … در حافظهٔ جمعی ریشه کرد و با استقبال و پیروی شاعران بومی سرا، روبه رو شد. تقریبا برای همهٔ آهنگساران مازندرانی تصنیف و ترانه ساختم. تازگی ای که از نظر شکل و محتوا در اشعار بومی ام وجود داشت، بخصوص بهره‌گیری از تشبیهات و ضرب المثل‌های مازندرانی، سبب شد که با استقبال شنوندگان رو به رو شود و مقام و مرتبهٔ شایسته‌ای را احراز نماید. مجموعه ای از اشعار فارسی و مازندارنی و تصانیف و مقاله‌هایم را گردآوری نمودم که بخشی از آن در کتاب "تلاونگ تی تی‌ها و شکوفه‌های سحر" و " زمزمه‌هایی از شهر بی خزان من ساری " منتشر شد».

## منظومه‌های مطرح
- شوپه
- گلنسا
- کوچ

## درگذشت
غلامرضا کبیری روز جمعه ۲۰ اسفندماه ۱۳۸۹ و بعد از مدتی بیماری درگذشت.